# Denis Mack Smith
Denis Mack Smith né le 3 mars 1920 à Londres et mort le 11 juillet 2017 au même est un historien britannique, spécialisé dans l'histoire italienne du Risorgimento à nos jours.

## Biographie
Denis Mack Smith est diplômé de l'université de Cambridge, membre de la British Academy, du Wolfson College (université de Cambridge), de l'All Souls College (université d'Oxford) et l'Académie américaine des arts et des sciences. Il a collaboré avec Benedetto Croce et il est Grand officier de l'ordre du Mérite de la République italienne. Il est un des théoriciens de l'origine de la question méridionale.

## Œuvres
- (en) Cavour and Garibaldi, 1860 - A Study in Political Conflict, 1954.
- (en) Italy: A modern history, 1959.
- (en) A History of Sicily: Medieval Sicily 800-1713, 2 vol., 1968 (avec Moses Finley).
- (it) Da Cavour a Mussolini, 1968
- (it) Garibaldi. Una grande vita in breve. Milan, Mondadori, 1993.
- (en) Victor Emanuel, Cavour and the Risorgimento
- (it) Vittorio Emanuele II. Milan, Mondadori, 1994.
- (it) Le guerre del Duce. Milan, Mondadori, 1992.
- Mussolini, 1981.
- Cavour, 1985.
- (it) Storia d'Italia dal 1861 al 1969. Bari, Laterza, 1987.
- (en) The Making of Italy 1796-1866, 1988.
- (it) I Savoia Re d'Italia. Milan, Rizzoli, 1990.
- (en) Modern Sicily After 1713
- Mazzini, 1994.
- (it) La storia manipolata. Bari, Laterza, 1998.
- (it) Storia d'Italia dal 1861 al 1997. Bari, Laterza, 1998.
- (it) Il Risorgimento Italiano. Bari, Laterza, 1999.
- (it) Cavour contro Garibaldi. Milan, Rizzoli, 1999.

## Décorations
- : il est fait Commandeur de l'ordre du Mérite de la République italienne le 27 décembre 1975[3], sur l'initiative du Président du Conseil des Ministres.
- : il est fait Grand officier de l'ordre du Mérite de la République italienne le 2 mai 1996[4], à l'initiative du Président de la République.

## Note
1. ↑  (it) « Morto lo storico Denis Mack Smith L’Italia vista da un liberal inglese », sur corriere.it, 12 juillet 2017
2. ↑  (en) press.umich.edu
3. ↑  Commandeur de l'ordre du Mérite de la République italienne
4. ↑  Grand officier de l'ordre du Mérite de la République italienne